# Thomas Cruise
Thomas Daniel Cruise (* 9. März 1991 in Islington, London) ist ein ehemaliger englischer Fußballspieler. Cruise ist als Innenverteidiger, aber auch als linker Außenverteidiger und als linker Mittelfeldspieler einsetzbar.

## Karriere

### Verein
Thomas Cruise kam am 31. Juli 2007 als Schüler in die Jugendakademie des FC Arsenal.
Im November 2007 debütierte er in Arsenals Reservemannschaft. Mit dem Akademieteam gewann er den FA Youth Cup 2008/09.
Am 9. Dezember 2009 war der FC Arsenal in Gruppe H schon für das Achtelfinale der UEFA Champions League 2009/10 qualifiziert. Daher setzte Trainer Arsène Wenger für das letzte Gruppenspiel gegen Olympiakos Piräus viele junge Eigengewächse aus der Reservemannschaft ein. So kam er zu seinem ersten Profispiel, welches er volle 90 Minuten lang bestritt.
Am 3. November 2010 wurde er für einen Monat an den Football-League-One-Verein Carlisle United ausgeliehen. Nach drei Ligaspielen und einem Spiel im FA Cup kehrte er zum FC Arsenal zurück. Cruise wurde allerdings im Juni 2011 zusammen mit zwei weiteren Spielern der Reservemannschaft von seinem Vertrag entbunden und wurde vereinslos. Nach einer Entlassung absolvierte er Probetrainings bei Sampdoria Genua, Scunthorpe United, sowie New England Revolution aus der Major League Soccer.
Am 28. Juni 2012 unterschrieb er einen Einjahresvertrag beim Viertligisten Torquay United.

### Nationalmannschaft
Von 2006 bis 2007 absolvierte er acht Spiele für die englische U-16-Nationalmannschaft.
2007 wurde er für die U-17-Nationalmannschaft berufen. Im Oktober bestritt er zwei Länderspiele in der ersten Qualifikationsrunde zur U-17-Fußball-Europameisterschaft 2008, verpasste die zweite Qualifikationsrunde im März 2008 aufgrund einer Verletzung.
In der U-19 gehörte zu der Mannschaft, die das Halbfinale der U-19-Fußball-Europameisterschaft 2010 erreichte und sich damit für die Junioren-Fußballweltmeisterschaft 2011 in Kolumbien qualifizierte.

## Erfolge
- Premier Academy League: 2008/09
- FA Youth Cup: 2008/09